# Weißer Schatten
Weißer Schatten (Originaltitel in Afrikaans: Onsigbaar) ist ein Kriminalroman des südafrikanischen Schriftstellers Deon Meyer aus dem Jahr 2007. Die deutsche Übersetzung von Ulrich Hoffmann erschien 2008 bei Rütten & Loening und erreichte im folgenden Jahr den dritten Rang in der Kategorie International des Deutschen Krimi Preises.

## Inhalt
Jeannette Louw, die Inhaberin der Personenschutzagentur Body Armour, klassifiziert ihre Bodyguards nach zwei Kategorien: die „Gorillas“, eindrucksvolle Muskelprotze für den Showeffekt, und die „Geister“, die heimlich im Hintergrund arbeitenden Profis. Martin Lemmer fällt in die zweite Kategorie, und er ist ihr bester Mann. Doch nach einer Gefängnisstrafe wegen Totschlags steht er unter Bewährung und ist schwer vermittelbar. Die Markenberaterin Emma le Roux heuert Lemmer an, nachdem sie einem Anschlag durch maskierte Unbekannte nur knapp hat entkommen können. Sie glaubt an einen Zusammenhang mit einem Fernsehbericht über einen radikalen Tierschützer, der wegen Mordes an Wilderern beim Kruger-Nationalpark gesucht wird. In dem Foto des Mannes namens Jacobus de Villiers will sie ihren vor 20 Jahre verschwundenen Bruder erkannt haben. Gemeinsam mit Lemmer reist sie in den Lowveld, um vor Ort Nachforschungen anzustellen.
Inspector Jack Phatudi vom Revier in Hoedspruit zeigt sich ausgesprochen unkooperativ. Er gehört zum Stamm der Sibashwa, die Landforderungen gegen den Nationalpark stellen und damit den Zorn der Tierschützer auf sich gezogen haben. Le Roux glaubt an ein Komplott gegen ihren Bruder, erst recht als der Wildhüter Frank Wolhuter ermordet wird, der ihren Verdacht bestätigen zu können schien. Andere Indizien weisen auf die radikale Tierschutzorganisation HB (von der Presse als Akronym von Honey Badger verstanden, tatsächlich die Abkürzung für Hämoglobin), die von dem Milliardär Stef Moller finanziert wird. Doch bei einem weiteren Anschlag wird le Roux von einem Scharfschützengewehr getroffen und lebensgefährlich verletzt. Lemmer schwört, Rache für seine Klientin zu nehmen. Es gelingt ihm, den untergetauchten Jacobus auf Mollers Grundstück aufzuspüren.
Jacobus’ Bericht klärt über die Hintergründe seines Verschwindens auf: Vor 20 Jahren war er als junger Wildschützer im Krüger-Nationalpark auf der Jagd nach Elfenbeinschmugglern, als er zufällig in eine geheime militärische Aktion geriet, die den Absturz des Flugzeugs des mosambikanischen Präsidenten Samora Machel zur Folge hatte. Seither wurde er von den Tätern gejagt. Als er – entgegen deren Weisung – vor 10 Jahren Kontakt mit seinen Eltern aufnahm, wurden diese ermordet. Gezwungen, im Untergrund zu leben, und voller Schuldgefühle radikalisierte sich der überzeugte Tierschützer immer mehr und wurde aus Wut und Verzweiflung seinerseits zum Mörder.
Auf einer abgelegenen Farm stellt Lemmer seinen Verfolgern eine Falle und erschießt sie, nicht ohne zuvor ihren Auftraggeber ermittelt zu haben: die Southern Cross Avionics, eine Rüstungsfirma, die eng mit der südafrikanischen Armee zusammenarbeitet. In Stellenbosch stellt Lemmer deren Gründer Quintus Wernich zur Rede, der im vollen Bewusstsein, dass er nicht zu Fall zu bringen sein wird, die Beteiligung bei Machels Absturz sowie die zur Vertuschung der Tat nötigen Morde zugibt. Immerhin handelt Lemmer einen Deal aus, der Jacobus und ihm Straffreiheit für ihre Taten zusichert, die zum Unwillen Inspector Phatudis auch von höchster Ebene vollstreckt wird. Doch Lemmer gibt sich damit nicht zufrieden. Er verrät Wernich an einen ehemaligen Leibwächter Machels, der den Absturz der Präsidentenmaschine schwer verletzt überlebte. Wenige Tage später stirbt Wernich bei einem vermeintlichen Fall von Carjacking. Emma le Roux hingegen erwacht aus dem Koma und besucht ihren Bodyguard.

## Ausgaben
- Deon Meyer: Onsigbaar. Human & Rousseau, Kapstadt 2007, ISBN 978-0-7981-4896-2.
- Deon Meyer: Weißer Schatten. Aus dem Englischen von Ulrich Hoffmann. Rütten & Loening, Berlin 2008, ISBN 978-3-352-00759-0.